# Antennaria carpatica
Antennaria carpatica là một loài thực vật có hoa trong họ Cúc. Loài này được (Wahlenb.) Bluff & Fingerh. mô tả khoa học đầu tiên năm 1825.